# Stefano Lilipaly
Stefano Janite Lilipaly (* 10. ledna 1990 Arnhem, Nizozemsko) je nizozemsko-indonéský fotbalový záložník a reprezentant Indonésie, od roku 2017 hráč nizozemského klubu SC Cambuur.
Mezi jeho oblíbené hráče patří španělský fotbalový záložník Andrés Iniesta.

## Klubová kariéra
- RKSV DCG (mládež)[3]
- AZ Alkmaar (mládež)[3]
- FC Utrecht (mládež)[3]
- FC Utrecht 2010–2012
- Almere City FC 2012–2014
- Consadole Sapporo 20145[4]
- Persija Jakarta 2015
- SC Telstar 2015–2017
- SC Cambuur 2017–

## Reprezentační kariéra

### Nizozemsko
Reprezentoval Nizozemsko v mládežnických kategoriích U15 až U18.

### Indonésie
V A-mužstvu Indonésie debutoval 14. srpna 2013 v přátelském utkání ve městě Surakarta proti reprezentaci Filipín (výhra 2:0).